# مدول نیم-ساده
در ریاضیات، به‌ویژه در شاخه ای از جبر مجرد به نام نظریه مدول ها، یک مدول نیم-ساده (به انگلیسی: Semisimple Module) یا مدول کاملاً تحویل پذیر، نوعی مدول است که می توان آن را به راحتی از اجزائش شناخت. یک حلقه که روی خودش مدول نیمه ساده باشد را به نام حلقه نیم-ساده آرتینی می شناسند. برخی از حلقه های مهم، مثل حلقه‌های گروهی گروه های متناهی و میدان هایی با مشخصه صفر، حلقه های نیم-ساده اند. یک حلقه آرتینی را ابتداءً از روی بزرگترین خارج قسمت نیم-ساده آن می توان شناخت. ساختار حلقه های نیم ساده آرتینی توسط قضیه آرتین-ودربرن به خوبی شناخته شده است، این قضیه حلقه های نیم-ساده را به صورت ضرب مستقیمی از حلقه های ماتریسی نمایش می دهد. 
برای حالت مشابه این مفهوم در نظریه گروه ها، مقاله نمایش نیم-ساده را ببینید.

## تعریف
یک مدول روی یک حلقه (که لزوماً جابجایی نیست) را نیم-ساده (یا کاملاً تحویل پذیر) گویند اگر جمع مستقیمی از زیرمدول های ساده (تحویل ناپذیر) باشد.
برای یک مدول مثل {\displaystyle M}، گزاره های زیر معادل اند:
1. {\displaystyle M} نیم-ساده است؛ یعنی جمعمستقیمی از مدولهای تحویل ناپذیر است.
2. {\displaystyle M} جمع مستقیمی از زیرمدول‌های تحویل ناپذیر است.
3. هر زیرمدول {\displaystyle M} یک جمعوند مستقیم است: یعنی برای هر زیر مدول {\displaystyle N} از {\displaystyle M}، وجود دارد متمم {\displaystyle P} چنان که {\displaystyle M=N\oplus P}.

## خواص
- اگر {\displaystyle M} نیم-ساده باشد و {\displaystyle N} زیر مدولی از آن باشد، آنگاه {\displaystyle N} و {\displaystyle M/N} نیز نیم-ساده خواهند بود.
- هر جمع مستقیم دلخواه از مدول های نیم ساده، نیم ساده است.
- یک مدول {\displaystyle M} متناهیاً تولید شده و نیم ساده است اگر و تنها اگر آرتینی باشد و رادیکال آن (رادیال جیکوبسن) برابر صفر باشد.

## حلقه‌های نیم-ساده
یک حلقه را نیم-ساده (چپ) گویند اگر به عنوان مدولی روی خودش نیم ساده باشد. باعث شگفتیست که یک حلقه نیم-ساده چپ است اگر و تنها اگر نیم-ساده راست باشد. پس تمایز چپ/راست برای چنین حلقه هایی غیر ضروری است و می توان صرفاً از آن ها به حلقه های نیم-ساده یاد کرد بدون این که ابهامی پیش بیاید.